# HQ-17
HQ-17 (по классификации НАТО: CH-SA-15 )  — китайский всепогодный, мало- и средневысотный, зенитный ракетный комплекс малой дальности, созданный на базе «Тор-М1».

## Разработка
В 1996 году Китай заказал у России 14 ЗРК «Тор-М1», поставленных по контракту в 1997 году. В 1999 году между Россией и Китаем был подписан ещё один контракт на поставку 13 комплексов «Тор-М1». Поставка этих комплексов состоялась в 2000 году.
Около 2000 года Китай пытался получить лицензию на местное производство ЗРК «Тор-М1», однако, как сообщается, Россия отказалась. В результате Китай решил провести обратную разработку ракеты.
HQ-17 поступил на вооружение НОАК примерно в начале 2013 года. Существование ЗРК было подтверждено китайскими военными в 2015 году. Экспортный вариант под названием FM-2000 был представлен на авиасалоне в Чжухае в 2018 году.

## Конструкция
HQ-17 имеет ряд усовершенствований по сравнению с «Тор-М1». HQ-17 включает в себя отечественное вездеходное гусеничное шасси, новую систему опознавания «свой-чужой» наверху поискового радара, радар с фазированной решёткой для лучшей защиты от помех и возможностью обмена данными с другими китайскими системами.
Типичная батарея HQ-17 состоит из одной командно-штабной машины, 4 пусковых установок ракет, 2 перегрузочных машин NG-80, 2 транспортных машин для перевозки боеприпасов NG-80 и других вспомогательных машин. Хотя батарея HQ-17 обычно работает автономно, она также может получать данные о наведении с помощью радиолокационных станций наблюдения.
HQ-17 предназначен для поддержки механизированных войск, таких как танковые батальоны, для обеспечения прикрытия с воздуха, а также для защиты важных военных объектов.

### Вооружение
Ракета HQ-17 физически аналогична «Тор-М1» и весит около 165 кг, длина около 2,9 м, диаметр около 0,23 м. Наклонная дальность перехвата летящих воздушных целей составляет от 1,5 км до 15 км, немного длиннее, чем «Тор-М1», и работает на высоте от 10 м до 10 км.
Система наведения ракеты включает полуактивное радиолокационное самонаведение с использованием либо РЛС сопровождения, либо телевизионного прицела, либо тепловизионного прицела на ракете-носителе.
Каждая машина перевозит 2x4 ракетных контейнера, что в общей сложности составляет 8 ракет, которые могут быть перезаряжены по 4 ракеты за раз с помощью перегрузочной машины Shaanxi SX2306, оборудованной краном.

### Управление огнём
Каждая ракета-носитель оснащена одним поисковым радаром типа ПФАР и одним радаром типа АФАР. Китайский поисковый радар ПФАР имеет большую дальность действия, чем у ЗРК «Тор», с дальностью обнаружения до 45 км. Система может перехватывать до 48 целей, сопровождать 24 цели и поражать 2 цели одновременно. Другие устройства слежения включают лазерный дальномер и телевизионный прицел.

### Шасси
Пусковая установка HQ-17 объединяет в себе ракетную и радиолокационную системы на одном шасси, способном работать независимо от других транспортных средств с аккумуляторными батареями.
Гусеничное шасси весит около 32 тонн и имеет длину 8 м, высоту 3,2 м и ширину 4 м. Сообщается, что шасси питается от примерно 750-800-сильного дизельного двигателя мощностью и имеет максимальную скорость до 65 км/ч, при запасе хода до 600км.
Колесное шасси производится компанией Dongfeng Motor Corporation и представляет собой шасси с колёсной формулой 6х6, аналогичное белорусскому МЗКТ-6922. Весит около 30 тонн и имеет длину около 9,7 м, высоту 3,1 м и ширину 3,7 м. Оснащено полным приводом, централизованной системой подкачки шин и легкобронированным корпусом, защищающим от огня стрелкового оружия и осколков снарядов. Сообщается, что данное шасси оснащено дизельным двигателем мощностью около 400 л.с. и развивает максимальную скорость 80 км/ч, при запасе хода до 800 км.
Одним из главных усовершенствований колесного варианта ЗРК стала возможность ведения огня на ходу.

## Варианты
HQ-17
Гусеничный вариант
HQ-17A
Колёсный вариант
FM-2000
Колёсный вариант, ориентированный на экспорт. Представлены усовершенствованные средства РЭБ в виде возможности подавления помех нескольким целям.
HQ-17AE
Экспортный вариант на базе колёсного HQ-17A.
CASIC Anti-UAV
Дебютировал на авиашоу в Чжухае в 2022 году. В его состав входят ракеты малой дальности HQ-17AE и QW-12, РЛС малой высоты DK-1, система противодронной обороны ZR-1500 и наземная станция ZK-K20.

## На вооружении
Китай
- Сухопутные войска - 200 HQ-17, 50 HQ-17A по состоянию на 2023 год[1]

 Саудовская Аравия
- HQ-17AE[17]

 Сербия
- HQ-17AE
- [18]🇹🇯 Республика Таджикистан
- Не менее 7 HQ-AE